# Salonsaari (ö i Birkaland, Tammerfors, lat 61,43, long 24,04)
Salonsaari är en ö i Finland. Den ligger i sjön Roine och i kommunen Kangasala i den ekonomiska regionen Tammerfors och landskapet Birkaland, i den södra delen av landet, 150 km norr om huvudstaden Helsingfors. Öns area är 7,2 hektar och dess största längd är 0,5 kilometer i öst-västlig riktning.